# Pauline Heinz

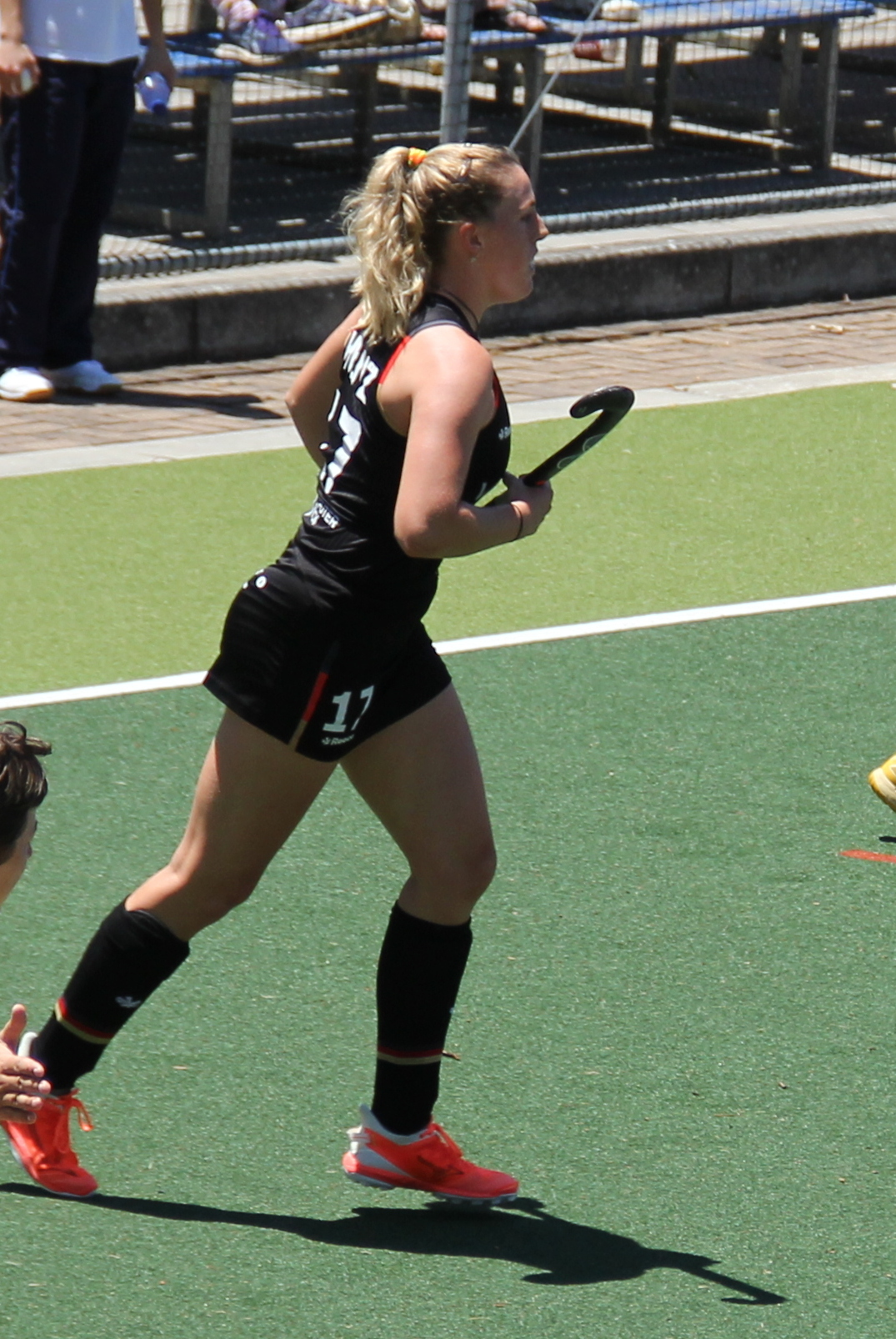
Pauline Heinz (2023)

Pauline Heinz (* 1. Mai 2001 in Wiesbaden) ist eine deutsche Hockeyspielerin, die 2023 Europameisterschaftsdritte wurde.

## Sportliche Karriere
Pauline Heinz spielte bis 2023 beim Rüsselsheimer Ruder-Klub 08 und wechselte dann zum Mannheimer HC. Nach einer im DM-Viertelfinale erlittenen Knieverletzung wechselte sie im Sommer 2024 wieder zurück zu ihrem Heimatverein und kurierte den Knorpelschaden in der Spielzeit 24/25 aus.
Von 2017 bis 2022 nahm sie an 59 Länderspielen in den verschiedenen Altersklassen im Juniorinnen-Bereich teil. Sie war 2019 Dritte bei der U21-Europameisterschaft und 2022 Zweite bei der U21-Weltmeisterschaft.
2019 debütierte die Offensivspielerin in der Nationalmannschaft. 2021 fand die Europameisterschaft in Amstelveen statt. Bei diesem Turnier erreichte die deutsche Mannschaft das Finale und dort siegten die Niederländerinnen mit 2:0. Heinz gehörte bei der Europameisterschaft zum Kader, wurde aber nicht eingesetzt. Heinz stand zunächst als P-Akkreditierte im Aufgebot für die Olympischen Spiele in Tokio. Zusammen mit Maike Schaunig wurde Heinz dann fallweise in den Kader berufen und wirkte in drei Spielen mit. Die deutsche Mannschaft schied im Viertelfinale gegen die Argentinierinnen aus.
Im Jahr darauf spielte Heinz bei der Weltmeisterschaft 2022. Dort verlor die deutsche Mannschaft im Halbfinale gegen Argentinien und im Spiel um Bronze gegen die Australierinnen. Pauline Heinz wirkte in allen sieben Spielen mit und erzielte einen Treffer. 2023 war Mönchengladbach Austragungsort der Europameisterschaft 2023. Die deutsche Mannschaft gewann vier ihrer fünf Spiele und unterlag nur im Halbfinale den Belgierinnen, gewann aber das Spiel um den dritten Platz. Heinz war in allen fünf Spielen dabei und schoss zwei Tore.
Pauline Heinz bestritt 44 Länderspiele. (Stand 26. August 2023) 
Die Mutter von Pauline Heinz ist Bianca Weiß, die 1992 als Torhüterin der Nationalmannschaft Olympiazweite wurde.